# 三園あすか
三園 あすか（みその あすか）は、日本の女性声優。主にアダルトゲームに出演。自称「すっごい田舎の娘」。

## 主な出演作

### ゲーム
2001年
- DOUBLE 〜ダブル〜（金堂 美沙）
- サフィズムの舷窓（クレア）
- Univ（麻生 静佳）

2003年
- Maple Colors（百地 桃、岩田 鉄子）

2005年
- AYAKASHI（パム・ウェルヌ・アサクラ）
- てりぶるフューチャー（真名井 光子）

2007年
- おいしい魔法のとなえかた。（パティ・ムーンストーン）
- ひとゆめ -Autumnal Equinox Story-（比企 瑞樹）
- らぶらぶボイン 保健医の巨乳（深野 水恵）
- らくてん〜この世の楽園？あの世の天国!?〜（御厨　美味）

2008年
- 要!エプロン着用（配島 里美）
- ふりフリ（ホロビ）
- Maple Colors 2（鳳 結花）

2009年
- かみたま（せつな） ※ 同人ゲーム

2010年
- すてぃ〜るMyはぁと(日乃下 香澄)
- 桜花センゴク〜信長ちゃんの恋して野望!?〜 （柴田 勝家ちゃん）

2011年
- 規制不可〜俺は実在しないので、ナニをヤッても許される〜（東 令美、田之倉 いずみ）

## インターネットラジオ

### パーソナリティ
- 緒田マリと三園あすかのぶっちゃけどうなの? (studio774)

### ゲスト出演
- 電脳妄想開発室（第28回：2010年6月10日・第58回：2011年1月13日　ゲストパーソナリティ扱いとして出演。）